# Aleksandr Mierkułow
Aleksandr Pietrowicz Mierkułow (ros. Александр Петрович Меркулов, ur. 1902 we wsi Sułak w guberni samarskiej, zm. 23 maja 1962 w Aszchabadzie) – pułkownik, radziecki funkcjonariusz organów bezpieczeństwa.

## Życiorys
Od października 1924 do listopada 1926 służył w Armii Czerwonej w Aszchabadzie, od stycznia 1925 członek WKP(b), od listopada 1926 funkcjonariusz GPU/NKWD Turkmeńskiej SRR, od 25 października 1936 do 1 czerwca 1937 pełnomocnik operacyjny Wydziału Tajno-Politycznego Rejonowego Oddziału NKWD w Krasnowodzku (obecnie Turkmenbaszy). Od 1 czerwca 1937 do 1 lipca 1939 pełnomocnik operacyjny Oddziału 4 Zarządu Bezpieczeństwa Państwowego (UGB) Rejonowego Oddziału NKWD w Mary, od 1 lipca do 10 listopada 1939 pełnomocnik operacyjny Sektora Operacyjnego NKWD w Czardżou (obecnie Türkmenabat), od 10 listopada 1939 do 1 lutego 1940 p.o. zastępca szefa tego Sektora Operacyjnego NKWD, później przeniesiony do Wydziału Ekonomicznego NKWD Turkmeńskiej SRR, od 7 kwietnia 1940 porucznik bezpieczeństwa państwowego. Od kwietnia do sierpnia 1941 zastępca szefa Zarządu NKGB obwodu aszchabadzkiego, od sierpnia do października 1941 zastępca szefa Wydziału Ekonomicznego NKWD Turkmeńskiej SRR, od października 1941 do października 1947 szef Wydziału do Walki z Bandytyzmem NKWD/MWD Turkmeńskiej SRR, 4 września 1947 awansowany na podpułkownika. Od listopada 1947 do lipca 1952 szef Zarządu MWD obwodu czardżouskiego (obecnie wilajet lebapski), od 30 sierpnia 1952 do 31 marca 1953 szef Zarządu MWD obwodu krasnowodzkiego (obecnie wilajet balkański), 2 marca 1953 mianowany pułkownikiem służby wewnętrznej, od 27 maja do 19 października 1953 szef Zarządu MWD obwodu aszchabadzkiego, następnie ponownie szef Zarządu MWD obwodu krasnowodzkiego, 18 lutego 1956 zwolniony ze służby i odesłany na emeryturę.

## Odznaczenia
- Order Lenina (30 stycznia 1951)
- Order Czerwonego Sztandaru (dwukrotnie - 15 stycznia 1945 i 5 listopada 1954)
- Order Czerwonej Gwiazdy (20 września 1943)
- Odznaka „Zasłużony Funkcjonariusz NKWD” (6 kwietnia 1945)

I 3 medale.